# Pozitron
Pozitron je antičestica elektrona. Pozitron ima jednaku masu i spin (1/2) kao i elektron, ali suprotni električni naboj od elektrona. Dakle, pozitroni su u antimateriji (antitvari) ono što su elektroni u materiji. Pozitron nastaje u različitim procesima, kao npr. nuklearnim beta-radioaktivnim raspadom nekih radioizotopa, te tvorbom para elektron-pozitron iz gama zrake (tj. fotona dovoljno visoke energije). Kada se pozitron sudari s elektronom oni se anihiliraju. Pri tome najčešće nastaju dva fotona gama-zraka. Stoga kada pozitron naleti na tvar brzo dolazi do njegove anihilacije. Tako je poluživot pozitrona kad naleti na molekularno sredstvo oko 400-500 ps (pikosekundi), a za metale je smanjen čak na 100 ps. Međutim, sam za sebe, pozitron je stabilna čestica antimaterije. Kada bi ga se moglo zadržati u permanentnoj izolaciji, izbjegla bi se anihilacija, i pozitron bi zauvijek živio, kao i elektron.
Paul Dirac je 1928. godine teorijski predvidio postojanje pozitrona. Prve eksperimentalne dokaze o postojanju te do tada nepoznate čestice 1932. godine objavio je Carl D. Anderson. Ta je čestica kasnije identificirana kao pozitron i predstavlja prvootkrivenu antičesticu u fizici. Anihilacija pozitrona s elektronom prvi puta je proučavana 1940. godine. Različite eksperimentalne tehnike kojima su se proučavale anihilacije pozitrona u okvirima nuklearne spektroskopije doživjele su poseban razvoj u dva desetljeća nakon 1945. godine.